# Чекетти, Энрико
Энри́ко Чекке́тти (Чеке́тти) (итал. Enrico Cecchetti, 21 июня 1850, Рим — 12 ноября 1928, Милан) — итальянский танцовщик-виртуоз, балетмейстер и педагог. Известен как автор методики обучения искусству танца.

## Биография
Энрико Чекетти родился в семье артистов балета Ч. Чеккетти и С. Казальи в костюмерной римского театра Тординона (Teatro Tordinona). С 1864 года обучался во Флоренции в Академии танца Дж. Лепри. Дебютировал на сцене миланского театра Ла Скала в 1870 году. В 1877—1882 годах выступал в России. С 1885 года — первый танцовщик театра Ла Скала. В 1887 году вернулся в Россию; в том же году с большим успехом выступил в балете «Эксцельсиор» на сцене петербургского театра «Аркадия», после чего был приглашен директором Императорских театров Иваном Всеволожским, видевшим его выступление, в труппу Мариинского театра на должность солиста.
В 1890 году участвовал в премьере балета П. И. Чайковского «Спящая красавица», исполнив две контрастные партии — гротескную роль феи Карабосс, дававшую возможность проявить мимическое мастерство, и виртуозное па-де-де Голубой птицы и принцессы Флорины (с Варварой Никитиной), где мог блеснуть блестящей техникой своих заносок.
В 1892 году Чекетти был назначен вторым балетмейстером и репетитором балета. С 1893 года начал преподавать в Петербургском театральном училище: сначала мимику, а начиная с 1896 года — классический танец в классе старших воспитанниц. Среди первого выпуска Чекетти 1898 года — балерины Любовь Егорова и Юлия Седова.
В 1902 году у Чекетти возник конфликт с Дирекцией Императорских театров, в результате которого он был переведён в Варшаву на должность балетмейстера Варшавской оперы и руководителя театральной школы. В 1905 году он на короткое время уехал в Италию, затем вновь вернулся в Петербург, где продолжил занятия с учениками и артистами Мариинского театра в собственной танцевальной студии (Чекетти давал частные уроки начиная с 1896 года; после отъезда в Варшаву он продолжал заниматься с преданными ему ученицами во время летних отпусков). В 1907—1909 годах у него занималась Анна Павлова.
В 1910 году Сергей Дягилев пригласил его стать педагогом «Русского балета». Чекетти был главным педагогом антрепризы Дягилева до 1921 года. Он также выходил на сцену, исполняя мимические роли в некоторых балетах.
В 1918 году Чекетти открыл балетную школу в Лондоне. В 1923 году вернулся на родину, где с 1924 года руководил балетной школой театра Ла Скала. В последний раз вышел на сцену в Милане в 1926 году.
Преподавал до самого конца своей жизни — 12 ноября 1928 года он, как обычно, в девять часов утра отправился в Ла Скала на урок. Во время занятий он потерял сознание и умер на следующий день, 13 ноября. Его останки, по завещанию его племянника Джорджо Чекетти, захоронены на небольшом кладбище в городе Куарна-Сотто на берегу озера Орта.

## Метод Чекетти

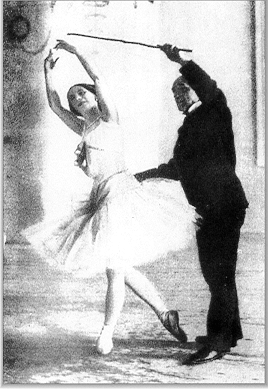
Энрико Чекетти дает урок хореографии русской балерине Анне Павловой. Фотография начала XX века.

Среди учеников Чекетти — Анна Павлова, Тамара Карсавина, Матильда Кшесинская, Ольга Преображенская, Любовь Егорова, Юлия Седова, Лидия Кякшт, Вацлав Нижинский, Бронислава Нижинская, Леонид Мясин, Нинетт де Валуа, Мари Рамбер, Аурел Миллош, Ференц Надаши (Ferenc Nadasi), Чиа Форнароли (Cia Fornaroli) и другие.
Чекетти-педагогу удалось выработать чёткую систему подготовки танцовщиков, учитывающую их индивидуальные особенности, которая впоследствии получила название «Метод Чекетти». Английский балетный критик Сирил Бомонт, заинтересовавшись методом хореографа-педагога, совместно с танцовщиком Станиславом Идзиковским написал «Учебник классического театрального танца». Книга была издана в Лондоне в 1922 году; тогда же для пропагандирования педагогического метода Чекетти было создано общество его имени.

## Репертуар
В балетах Мариуса Петипа
- 1889 — бог ветра Ураган*[* 1], «Талисман» Р. Дриго
- 3 января 1890 — фея Карабосс*, Голубая птица*, «Спящая красавица» П. И. Чайковского (принцесса Флорина — Варвара Никитина)
- 25 сентября 1894 — Марцелина*, «Тщетная предосторожность» П. Гертеля (возобновление балета Львом Ивановым).

В балетах Михаила Фокина
- июнь 1910 — Евнух, «Шехеразада» Н. А. Римского-Корсакова, Гранд-Опера
- июнь 1910 — Кащей, «Жар-Птица» И. Ф. Стравинского, Гранд-Опера
- 13 июня 1910 — Фокусник*, «Петрушка» И. Ф. Стравинского, театр Шатле
- 24 мая 1914 — Звездочёт, опера-балет «Золотой петушок», Гранд-Опера

(*) — первый исполнитель партии.